# شط الغرسة
شط الغَرْسَة هو شط يقع في الصحراء التونسية، شمال غربي مدينة توزر على الحدود التونسية الجزائرية، حيث يتصل بشط الخلة بالجزائر. يبلغ عرضه 20 كيلومترًا وطوله 50 كيلومترًا. يقع على أدنى 17 مترا تحت سطح البحر في أدنى نقطة من البلاد.
| شط الغرسة |